# Andreas Bourani
Andreas Bourani (sanh ngày 2 tháng 11 năm 1983) là một ca sĩ tự sáng tác nhạc người Đức gốc Ai Cập.

## Tiểu sử
Bourani lớn lên ở Augsburg một thành phố ở Bayern, cách München 60 km về phía Tây Bắc. Bourani học trường Gymnasium St. Stephan chuyên ngành nhạc và cả trường âm nhạc tư Downtown Music Institute, nơi anh được dạy thêm về cả kỹ thuật hát. Năm 2008, sau khi sống một thời gian ở München anh dọn về Berlin. Vào năm 2010, ký hợp đồng với hãng nhạc Universal Music và chơi nhạc mở đầu cho Philipp Poisel và Culcha Candela khi họ đi trình diễn vào năm 2010.
Vào tháng 6 năm 2011, Bourani cho phát hành dĩa nhạc đầu tiên Staub & Fantasie. Nó đạt được hạng 23 của German Albums Chart, bản nhạc "Nur in meinem Kopf" nằm trong 20 bản được ưa chuộng nhất tại Áo, Đức và Thụy Sĩ. Ở Đức bản này đã đoạt được dĩa vàng vì đã bán được hơn 150.000 bản. Trong tháng 9 năm 2011, anh đại diện Bayern trong kỳ thi Bundesvision Song Contest với dĩa đơn thứ hai "Eisberg". Trong tháng 10 năm 2011 và tháng 3 năm 2012 Bourani đi trình diễn nhiều nơi trên nước Đức với dĩa đầu tiên Staub & Fantasie.
Vào ngày 25 tháng 4 năm 2014 dĩa đơn Auf uns được phát hành mà sau này cũng được thu trong dĩa nhạc Hey. Bản này đoạt được hạng một trong danh sách các dĩa đơn ở Đức. Đài truyền hình ARD vào tháng 6 đã lấy bản này làm bản nhạc WM đệm cho những tường thuật về giải vô địch bóng đá thế giới năm 2014 tại Brazil.

## Đĩa nhạc

### LP
| Năm  | Dĩa              | Hạng | Giải thưởng |
| Năm  | Dĩa              | GER  | Giải thưởng |
| ---- | ---------------- | ---- | ----------- |
| 2011 | Staub & Fantasie | 23   |             |
| 2014 | Hey              | 8    |             |

### Dĩa đơn
| Năm  | Dĩa đơn              | hạng | hạng | hạng | dĩa nhạc         |
| Năm  | Dĩa đơn              | GER  | AUT  | SUI  | dĩa nhạc         |
| ---- | -------------------- | ---- | ---- | ---- | ---------------- |
| 2011 | "Nur in meinem Kopf" | 16   | 13   | 15   | Staub & Fantasie |
| 2011 | "Eisberg"            | 47   | 56   | –    | Staub & Fantasie |
| 2012 | "Wunder"             | –    | –    | –    | Staub & Fantasie |
| 2014 | "Auf uns"            | 1    | 36   | 61   | Hey              |

trình diễn trong
| Năm  | Dĩa đơn                                          | Hạng | Hạng | Hạng | Dĩa nhạc                         |
| Năm  | Dĩa đơn                                          | GER  | AUT  | SUI  | Dĩa nhạc                         |
| ---- | ------------------------------------------------ | ---- | ---- | ---- | -------------------------------- |
| 2012 | "Wie wir waren" (Unheilig feat. Andreas Bourani) | 32   | 60   | –    | Unheilig album Lichter der Stadt |